# Alto Horizonte
Alto Horizonte là một đô thị thuộc bang Goiás, Brasil. Đô thị này có diện tích 503,762 km², dân số năm 2007 là 2872 người, mật độ 5,7 người/km².